# Marco Sailer
Marco Sailer (* 16. listopadu 1985) je bývalý německý profesionální fotbalista, který hrál na pozici útočníka.

## Kariéra
Sailer se narodil ve Schwäbisch Hallu. Fotbal se naučil hrát v mateřském klubu TSV Bitzfeld. Ještě jako dospívající se připojil k FC Heilbronn. V roce 2004 přestoupil do VfR Aalen. V roce 2008 oslavil s tímto klubem postup do nově vytvořené 3. Ligy. Dne 26. července 2008 vstřelil první gól klubu v nové lize při vítězství 2:1. V té sezóně Aalen sestoupil do Regionalliga Süd a Sailer byl propuštěn. Poté se připojil k Greuther Fürth a podepsal dvouletou smlouvu. Po pouhém roce odešel do klubu SV Wehen Wiesbaden, a o osmnáct měsíců později přestoupil znovu, do 1. FC Heidenheim. Po pouhých 18 měsících v Heidenheimu se Sailer připojil k Darmstadt 98, s nímž se mu podařilo postoupit do Bundesligy. V roce 2016 Sailer přestoupil do týmu FSV Wacker 90 Nordhausen hrající Regionalliga Nordost.